# 中國民族列表

中國民族分布(中華人民共和國未實際控制中華民國自由地區，詳見台灣問題)

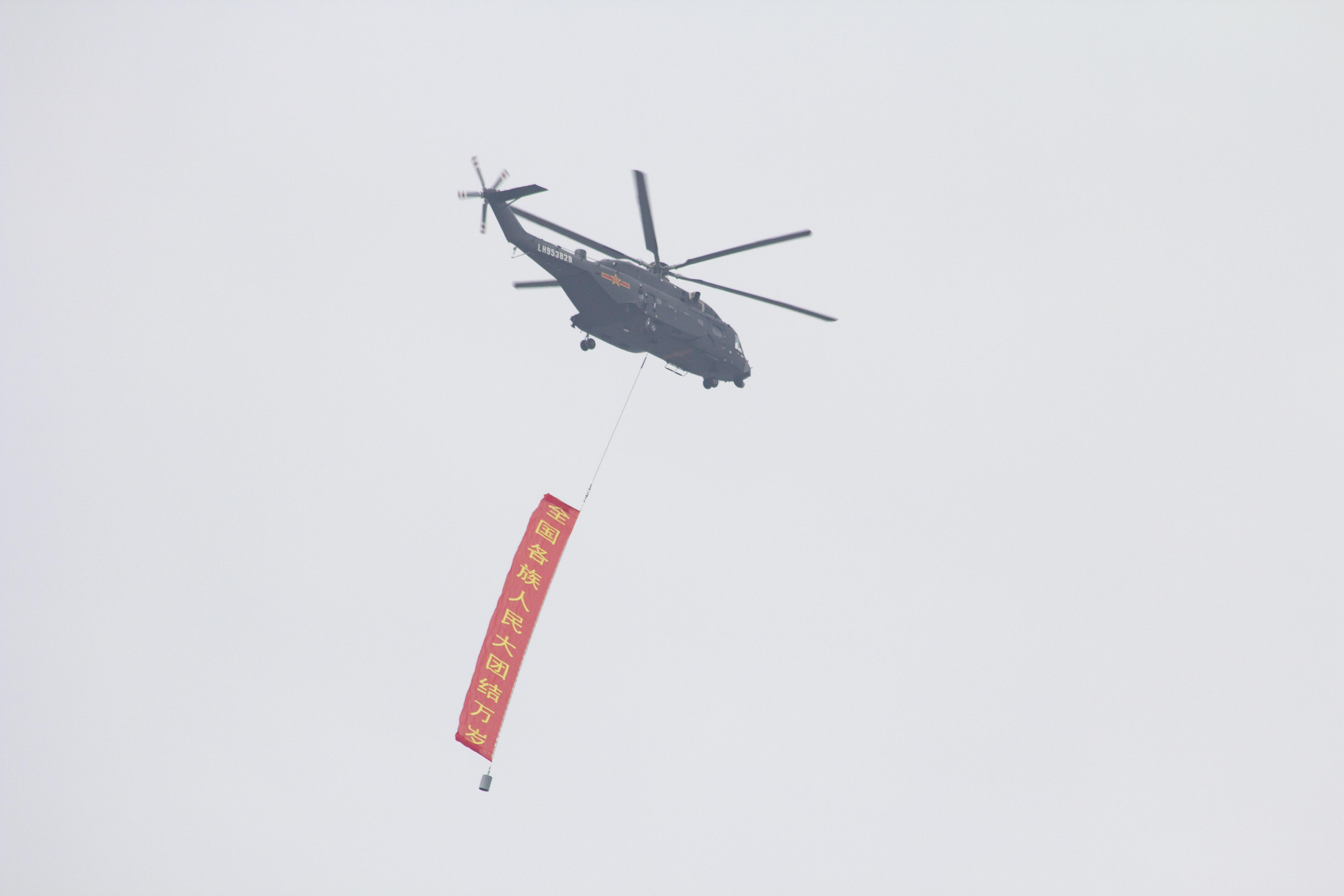
中共建党百年之际，直-8L携带标语“全国各族人民大团结万岁”飞越首都北京。

本表列出中华人民共和国境内的所有民族（族群的官方称呼）。

## 概要
中國參照斯大林的《馬克思主義和民族問題》劃分56個民族，包括汉族和55个少数民族。中華人民共和國國家民族事務委員會於1949年至1954年進行第一階段民族識別工作，首先認定38個少數民族。後來在1954年至1964年進行全國第二次人口普查的第二階段工作，並新確定了15個少數民族；同時，將普查中自報的74個族體分別歸併到53個少數民族中。在第三階段工作則在1965年至1982年第三次全國人口普查中進行，1965年認定了西藏珞瑜地區的珞巴族，後來在1979年認定了雲南基諾山的基諾族。直到最近使民族成員增加到56個。是在1982年第三次全國人口普查統計，顯示自1982年以來，中國民族成份恢復的人數在1200萬人以上。
根據中國國務院人口普查辦公室暨國家統計局2020年人口普查數據，中國除漢族以外的少數民族中，人口超过100万的各大民族按其人口數量順序如下：壮族（1,957萬）、维吾尔族（1,177萬）、回族（1,138萬）、苗族（1,107萬）、满族（1,042萬）、彝族（983萬）、土家族（959萬）、藏族（706萬）、蒙古族（629萬）、布依族（358萬）、侗族（350萬）、瑶族（331萬）、白族（209萬）、哈尼族（173萬）、朝鮮族（170萬）、黎族（160萬）、哈薩克族（156萬）和傣族（133萬）。
另有一些少数民族可能由于人数过少、有獨有的語言但沒有自己的文字或因被其他族群所同化导致尚难鉴别等原因，尚未被官方确认，称为未识别民族（例如：穿青人）。此类族群人口合共有超過84万人。此外，還有1萬6千多名加入中國国籍的外国出生人士，但統計數字未有反映他們的種族構成；當中可能包括一些在中國的非東亞人種群體，例如猶太人。

## 中華人民共和國承認的民族

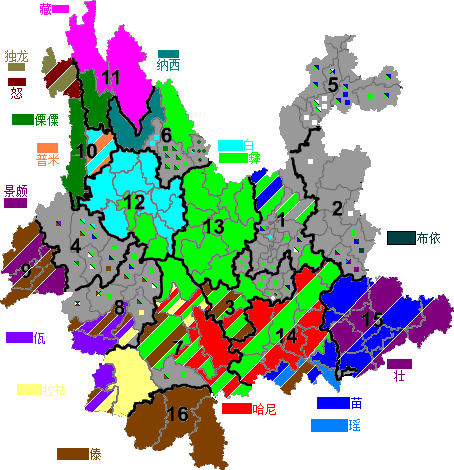
云南省主要民族自治地方（未包括回族）

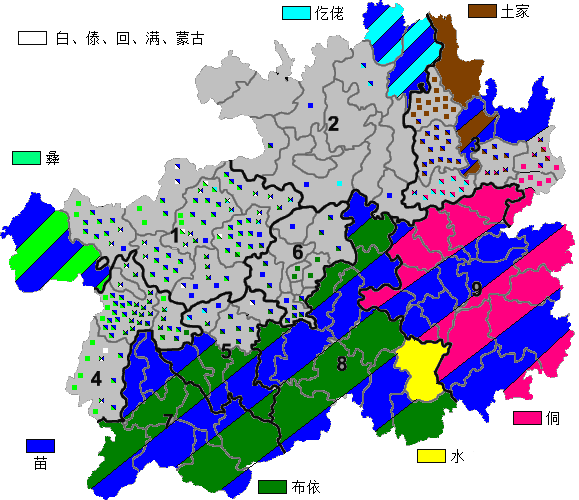
贵州省主要民族自治地方（未包括回族）

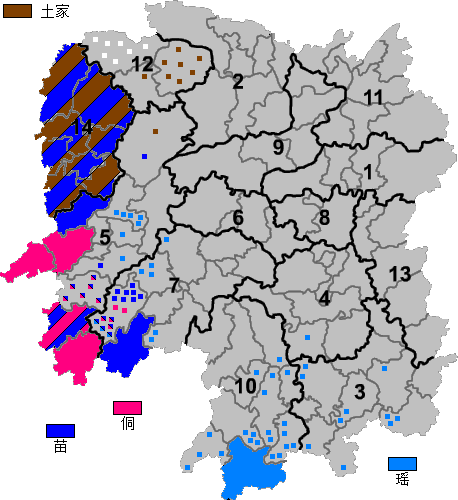
湖南省主要民族自治地方（未包括回族）

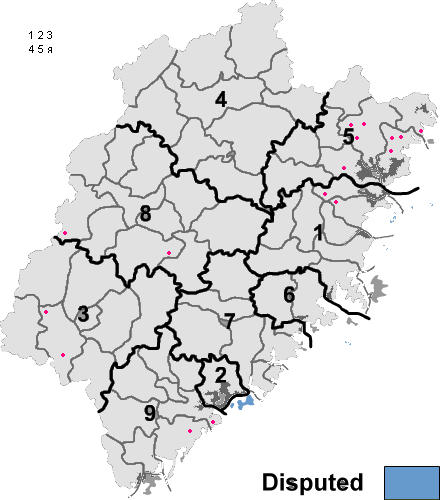
福建省主要民族自治地方

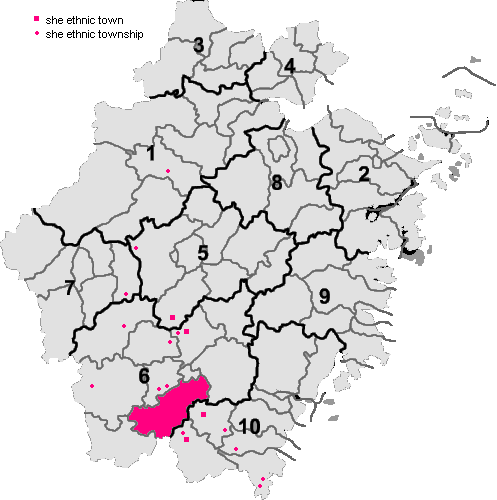
浙江省主要民族自治地方

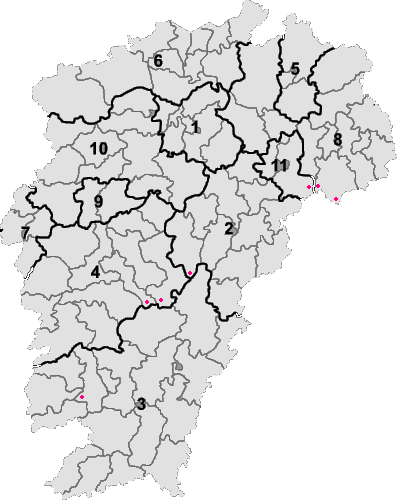
江西省主要民族自治地方

以下列出中华人民共和国官方承认的56個民族。 
| 中文名稱   | 标准罗马字母拼写法 | 标准字母代码 | 标准数字代码 | 拼音         | 2021年人口    |
| ---------- | ------------------ | ------------ | ------------ | ------------ | ------------- |
| 汉族       | Han                | HA           | 01           | Hàn Zú       | 1,284,446,389 |
| 蒙古族     | Mongol             | MG           | 02           | Měnggǔ Zú    | 6,290,204     |
| 回族       | Hui                | HU           | 03           | Huí Zú       | 11,377,914    |
| 藏族       | Zang               | ZA           | 04           | Zàng Zú      | 7,060,731     |
| 维吾尔族   | Uyghur             | UG           | 05           | Wéiwúěr Zú   | 11,774,538    |
| 苗族       | Miao               | MH           | 06           | Miáo Zú      | 11,067,929    |
| 彝族       | Yi                 | YI           | 07           | Yí Zú        | 9,830,327     |
| 壯族       | Zhuang             | ZH           | 08           | Zhuàng Zú    | 19,568,546    |
| 布依族     | Buyei              | BY           | 09           | Bùyī Zú      | 3,576,752     |
| 朝鮮族     | Chosen             | CS           | 10           | Cháoxiǎn Zú  | 1,702,479     |
| 满族       | Man                | MA           | 11           | Mǎn Zú       | 10,423,303    |
| 侗族       | Dong               | DO           | 12           | Dòng Zú      | 3,495,993     |
| 瑶族       | Yao                | YA           | 13           | Yáo Zú       | 3,309,341     |
| 白族       | Bai                | BA           | 14           | Bái Zú       | 2,091,543     |
| 土家族     | Tujia              | TJ           | 15           | Tǔjiā Zú     | 9,587,732     |
| 哈尼族     | Hani               | HN           | 16           | Hāní Zú      | 1,733,166     |
| 哈薩克族   | Kazak              | KZ           | 17           | Hāsàkè Zú    | 1,562,518     |
| 傣族       | Dai                | DA           | 18           | Dǎi Zú       | 1,329,985     |
| 黎族       | Li                 | LI           | 19           | Lí Zú        | 1,602,104     |
| 傈僳族     | Lisu               | LS           | 20           | Lìsù Zú      | 762,996       |
| 佤族       | Va                 | VA           | 21           | Wǎ Zú        | 430,977       |
| 畲族       | She                | SH           | 22           | Shē Zú       | 746,385       |
| 高山族     | Gaoshan            | GS           | 23           | Gāoshān Zú   | 3,479         |
| 拉祜族     | Lahu               | LH           | 24           | Lāhù Zú      | 499,167       |
| 水族       | Sui                | SU           | 25           | Shuǐ Zú      | 495,928       |
| 東鄉族     | Dongxiang          | DX           | 26           | Dōngxiāng Zú | 774,947       |
| 納西族     | Naxi               | NX           | 27           | Nàxī Zú      | 323,767       |
| 景頗族     | Jingpo             | JP           | 28           | Jǐngpō Zú    | 160,471       |
| 柯爾克孜族 | Kirgiz             | KG           | 29           | Kēěrkèzī Zú  | 204,402       |
| 土族       | Tu                 | TU           | 30           | Tǔ Zú        | 281,928       |
| 達斡爾族   | Daur               | DU           | 31           | Dáwòěr Zú    | 132,299       |
| 仫佬族     | Mulao              | ML           | 32           | Mùlǎo Zú     | 277,233       |
| 羌族       | Qiang              | QI           | 33           | Qiāng Zú     | 312,981       |
| 布朗族     | Blang              | BL           | 34           | Bùlǎng Zú    | 127,345       |
| 撒拉族     | Salar              | SL           | 35           | Sǎlá Zú      | 165,159       |
| 毛南族     | Maonan             | MN           | 36           | Màonán Zú    | 124,092       |
| 仡佬族     | Gelao              | GL           | 37           | Gēlǎo Zú     | 677,521       |
| 錫伯族     | Xibe               | XB           | 38           | Xībó Zú      | 191,911       |
| 阿昌族     | Achang             | AC           | 39           | Āchāng Zú    | 43,775        |
| 普米族     | Pumi               | PM           | 40           | Pǔmǐ Zú      | 45,012        |
| 塔吉克族   | Tajik              | TA           | 41           | Tǎjíkè Zú    | 50,896        |
| 怒族       | Nu                 | NU           | 42           | Nù Zú        | 36,575        |
| 乌孜别克族 | Uzbek              | UZ           | 43           | Wūzībiékè Zú | 12,742        |
| 俄羅斯族   | Russ               | RS           | 44           | Éluōsī Zú    | 16,136        |
| 鄂温克族   | Ewenki             | EW           | 45           | Èwēnkè Zú    | 34,617        |
| 德昂族     | Deang              | DE           | 46           | Déáng Zú     | 22,354        |
| 保安族     | Bonan              | BN           | 47           | Bǎoān Zú     | 24,434        |
| 裕固族     | Yugur              | YG           | 48           | Yùgù Zú      | 14,706        |
| 京族       | Gin                | GI           | 49           | Jīng Zú      | 33,112        |
| 塔塔爾族   | Tatar              | TT           | 50           | Tǎtǎěr Zú    | 3,544         |
| 獨龍族     | Derung             | DR           | 51           | Dúlóng Zú    | 7,310         |
| 鄂倫春族   | Oroqen             | OR           | 52           | Èlúnchūn Zú  | 9,168         |
| 赫哲族     | Hezhen             | HZ           | 53           | Hèzhé Zú     | 5,373         |
| 門巴族     | Monba              | MB           | 54           | Ménbā Zú     | 11,143        |
| 珞巴族     | Lhoba              | LB           | 55           | Luòbā Zú     | 4,237         |
| 基諾族     | Jino               | JN           | 56           | Jīnuò Zú     | 26,025        |

## 中华人民共和国未识别民族
| 漢語名稱       | 拉丁文字     | 官方分類                                                           | 人口            | 语言归属                                                 | 分布 | 现状 |
| -------------- | ------------ | ------------------------------------------------------------------ | --------------- | -------------------------------------------------------- | --- | --- |
| 𱎼家人         | Gejia        | 未识别民族                                                         | 约6万人         | 苗瑶语系苗语支苗语川黔滇方言重安江次方言                 | 主要分布于贵州省黔东南苗族侗族自治州凯里市、黄平县，散居于贵州省南部各县市                                                         | 为分布在苗语中部方言区的西部方言使用者，因苗语三大方言不能互通，所以不认为自己与周围苗族属同一民族。 |
| 东家人         | Dongjia      | 部分归为畬族                                                       | 约5万人         | 苗瑶语系苗语支苗语川黔滇方言惠水次方言                   | 贵州省黔南布依族苗族自治州都匀市、福泉市；黔东南苗族侗族自治州凯里市、麻江县                                                       | 为分布在苗语中部方言区的西部方言使用者，因苗语三大方言不能互通，所以不认为自己与周围苗族属同一民族。 |
| 西家人         | Xijia        | 归为苗族                                                           | 约4千人         | 苗瑶语系苗语支苗语川黔滇方言重安江次方言                 | 贵州省黔东南苗族侗族自治州凯里市、黄平县                                                                                           | 为分布在黔东南苗语中部方言区的西部方言使用者，因苗语三大方言不能互通，所以不认为自己与周围苗族属同一民族。 |
| 绕家人         | Raojia       | 麻江归为瑤族，都匀归为布依族                                       | 1万多人         | 苗瑶语系苗语支苗语黔东方言                               | 貴州省黔南布依族苗族自治州都匀市、麻江县                                                                                           | 为分布在苗语西部方言区的中部方言使用者，因苗语三大方言不能互通，所以不认为自己与周围苗族属同一民族。 |
| 布努人         | Bunao        | 归为瑤族                                                           | 约40万人        | 苗瑶语系苗语支布努語                                     | 廣西壯族自治區西部和西北部的山區                                                                                                   | 自稱「布努」或「努」（意思是「人」），目前民族劃分中的瑤族的第二大支系，但其语言屬於苗瑤語系苗語支，不屬於瑤語支。 |
| 包瑙人         |              | 归为瑤族                                                           | 约3万人         | 苗瑶语系苗语支布努語包瑙语                               | | 包瑙人說的包瑙話不屬於瑤語支。 |
| 木佬人         |              | 归為仫佬族                                                         | 3萬人以上       | 壮侗语系仡央語支木佬語（已灭绝）                         | 貴州省黔东南苗族侗族自治州麻江县、凯里市、黄平县；黔南布依族苗族自治州都勻市、瓮安县、福泉市等地                                   | 接近仡佬語，僅因他稱接近便被劃入仫佬族。 |
| 羿人           | Yiren        | 一部份申報爲漢族，一些归为仡佬族一支，也有一些被归纳为未识别民族   | 不详            | 壮侗语系仡央语支羿语（已灭绝）                           | 貴州省畢節市七星关区普宜镇、阴底彝族苗族白族乡，四川省泸州市古藺县的蠟盤溝等地                                                     | 上世纪80年代末最后一位羿语使用者去世，此前抢救性研究保存了数百个羿语单词，与仡佬语较为接近。 |
| 拉基人         | Laji         | 归为彝族                                                           | 约2千人         | 壮侗语系仡央語支拉基语                                   | 云南省文山壮族苗族自治州马关县 | 越南政府把拉基人划分成单独的民族；拉基语和仡佬语接近。 |
| 布央人         | Buyang       | 广西归为瑤族云南归为壮族                                           | 约2千人         | 壮侗语系仡央語支布央语或巴哈语                           | 云南省文山壮族苗族自治州富宁县、文山县、广南县，昆明市宜良县；广西壮族自治区百色市那坡县                                           | |
| 普标人         | Pubiao       | 归为彝族                                                           | 约3百人         | 壮侗语系仡央語支普标语                                   | 云南省文山壮族苗族自治州麻栗坡县                                                                                                   | 越南政府把普标人划分成单独的民族；普标语和布央语比较接近。 |
| 茶洞人         |              | 一部份归为漢族，一部份归为壮族                                     | 2萬人           | 壮侗语系侗水语支茶洞话                                   | 广西壮族自治区临桂区茶洞乡、两江镇，永福县龙江乡                                                                                   | 現在民族问题含糊。 |
| 莫家人         |              | 归为布依族                                                         | 约2万人         | 壮侗语系侗水语支莫语                                     | 貴州省黔南布依族苗族自治州荔波县附近                                                                                               | |
| 仡隆人         |              | 归为漢族                                                           | 约6萬人         | 壮侗语系黎语支村语                                       | 海南省东方市八所镇、三家镇、四更镇以及周边地区，昌江县境内亦有分布                                                                 | 仡隆话是一种兼含汉语、苗语、黎语、越南语等成分的特殊语言，其風俗也与众不同。 |
| 八甲人         | Bajia        | 勐阿八甲人归为傣族，勐混八甲人归为布朗族                           | 约2千人         | 壮侗语系壮泰语支傣仂语                                   | 分佈在云南省西双版纳傣族自治州勐海县勐阿镇、勐混镇                                                                                 | 傣化民族 |
| 补过人         |              | 归为哈尼族                                                         | 约9百人         | 傣化的哈尼语                                             | 西双版纳傣族自治州勐腊县 | 傣化哈尼族 |
| 掸人           | Shan         | 一般归为傣族，部分人被归为了布依族或壮族，也有人被归纳为未识别民族 | 不详            | 壮侗语系壮泰语支傣耶语                                   | 中缅边境附近 | 通用缅甸语 |
| 俫人           | Bolyu        | 未识别民族                                                         | 约4千人         | 南亚语系卡西-克木语族莽语支布赓语组俫语                  | 广西壮族自治区、云南省、贵州省交界地带                                                                                             | |
| 布赓人         | Pakan        | 归为彝族                                                           | 2千多人         | 南亚语系卡西-克木语族莽语支布赓语组布赓语                | 云南省文山壮族苗族自治州广南县、西畴县                                                                                             | |
| 莽人           | Mang         | 归为布朗族                                                         | 6百多人         | 南亚语系卡西-克木语族莽语支莽语                          | 云南省红河哈尼族彝族自治州金平县                                                                                                   | |
| 克木人         | Khmu         | 归为布朗族                                                         | 约3千人         | 南亚语系卡西-克木语族克木语支克木语                      | 云南省西双版纳傣族自治州景洪市、勐腊县                                                                                             | |
| 昆格人         | Hu           | 歸為布朗族                                                         | 约2千人         | 南亚语系卡西-克木语族佤-德昂语支昆格语组昆格语           | 云南省西双版纳傣族自治州景洪市勐养镇昆格村                                                                                         | 昆格人的習俗和一般布朗族不同，獨特的特日有龙列节、龙恩节。龙列节即打铁节，时间在阳历二月，过节时要杀牛、烧篝火、祭祖。 |
| 曼咪人         | Manmet       | 歸為布朗族                                                         | 约1千人         | 南亚语系卡西-克木语族佤-德昂语支昆格语组曼咪语           | 云南省西双版纳傣族自治州景洪市允景洪街道曼戈龙村                                                                                   | 曼咪人的住房、服饰、宗教信仰、节日与傣族差不多，但民族被劃分成布朗族，現在曼咪人希望能成為一獨立民族。 |
| 勒墨人         |              | 归为白族                                                           | 约7千人         | 汉藏语系藏缅语族缅彝语群白语支白语                       | | 勒墨人約是在四五百年前由瀾滄江遷徙到怒江地區，虽然他们讲的勒墨話是一种白语方言，但他們沒有像洱海地區的白族擁有「姓」，與洱海地區的白族方言之间也有些差距，所以長期以來對民族劃分為白族表示不滿。 |
| 苦聪人         | Kucong       | 歸為拉祜族                                                         | 4万多人         | 汉藏语系藏缅语族缅彝语群彝语支拉祜语                     | 云南省南部 | 拉祜族中长期生活在深山老林与世隔绝的部分，也因此与一般的拉祜族在生活的诸多方面有些不同。 |
| 毕苏人         | Bisu         | 自称老缅人归入拉祜族；勐海县自称老品人的2百多人归为傣族            | 约6千人         | 汉藏语系藏缅语族缅彝语群彝语支毕苏语                     | 云南省普洱市澜沧拉祜族自治县、西盟佤族自治县、孟连傣族拉祜族佤族自治县，西双版纳傣族自治州勐海县勐遮镇曼品村                       | 毕苏人作为一个跨境族群，分布在中国、泰国、缅甸、老挝四国的边界区域。中国境内主要以澜沧拉祜族自治县竹塘乡的老缅大寨和勐海县勐遮镇的老品寨为主要聚居地。老品人能讲流利的傣语。老品人住房为汉式平房。信仰獨特的原始宗教，有庙宇、无神像，每年全寨要举行一次祭山神活动。 |
| 載瓦人         |              | 归为景頗族                                                         | 约8萬人         | 汉藏语系藏缅语族缅彝语群缅语支載瓦語                     | 云南省德宏傣族景颇族自治州 | 緬甸政府把載瓦族划分成单独的民族，和景頗族做為區隔。 |
| 古格人         |              | 归为回族、藏族                                                     | 约5千人         | 汉藏语系藏缅语族藏-喜马拉雅语群藏语支                    | 青海省化隆回族自治县；云南省迪庆藏族自治州的香格里拉县、德钦县、维西县；西藏自治區拉薩市                                           | 藏族穆斯林的一支。 |
| 夏尔巴人       | Sherpa       | 未识别民族                                                         | 约2千人         | 汉藏语系藏缅语族藏-喜马拉雅语群藏语支卫藏方言            | 西藏自治区 | 民族问题未明（一説是黨項後人），通常以登高山向导为生，故亦稱雪巴人。 |
| 达曼人         |              | 归为藏族                                                           | 2百多人         | 汉藏语系藏缅语族藏-喜马拉雅语群藏语支卫藏方言            | 西藏自治区日喀则市吉隆县 | 与藏族混居，但眼睛呈蓝色，大而深。相传18世纪末，达曼人的祖先从尼泊尔迁徙到吉隆镇一带。达曼人曾经没有国籍，2003年经国务院批准，达曼人正式获得中国国籍。 |
| 仓洛人         |              | 归为門巴族                                                         | 2千多人         | 汉藏语系藏缅语族藏-喜马拉雅语群藏语支仓洛语              | 西藏自治区 | |
| 嘉絨人         | Keru         | 归为藏族                                                           | 约15萬人        | 汉藏语系藏缅语族羌语群羌语支嘉戎语组嘉绒语               | 四川省阿坝州马尔康市、黑水县、理县、汶川县、金川县、小金县；雅安市宝兴县；甘孜州丹巴县                                             | 自称为格鲁人，原本被识别为单一民族，后被归入藏族 |
| 木雅人         | Munyak       | 归为藏族                                                           | 约10萬人        | 汉藏语系藏缅语族羌语群羌语支嘉戎语组尔龚語或羌语组木雅语 | 四川省甘孜藏族自治州康定市、九龙县、雅江县、新龙县、道孚县、丹巴县、炉霍县、色达县；阿坝藏族羌族自治州金川县、壤塘县；雅安市石棉县 | 由于藏族人称呼木雅人与西夏人的名称一样，所以很多学者怀疑讲木雅語的人可能是西夏人的后代。 |
| 茂人           | Mao          | 归为藏族                                                           | 约3萬人         | 汉藏语系藏缅语族羌语群羌语支羌语组却域語或扎巴语         | 四川省甘孜藏族自治州雅江县、道孚县、新龙县、理塘县                                                                                 | 其中，扎巴人实行走婚制。 |
| 爾蘇人         | Ersu         | 归为藏族                                                           | 约2萬人         | 汉藏语系藏缅语族羌语群尔苏语支爾蘇語                     | 四川省凉山彝族自治州甘洛县、越西县、冕宁县                                                                                         | 有自己的语言和中国目前所发现的仅存的两种图画文字之一 |
| 白馬人         | Bema         | 归为藏族                                                           | 1萬多人         | 汉藏语系藏缅语族白馬语                                   | 四川省绵阳市平武县白马河流域的木座、白马等乡村，和阿坝九寨沟县下塘地区的屋角、马家等乡村松潘县小河地区，甘肃省文县的白马峪河       | 有民族學家認為白馬人的祖先為氐人，在汉代被称为白馬氐。 |
| 顾羌人         | Guqiong      | 归为藏族                                                           | 约6千人         | 汉藏语系藏缅语族羌语群羌语支贵琼语组贵琼语               | 四川省甘孜州康定县的舍联、时济、前溪、麦崩、三合等乡，泸定县的长征、烹坝、泸桥乡以及雅安地区宝兴县硗碛乡的部分村寨                 | |
| 摩梭人         | Mosuo        | 云南归为纳西族，四川归为蒙古族                                     | 不详            | 汉藏语系藏缅语族羌语群纳语支納西语                       | 云南省丽江市、四川省凉山彝族自治州                                                                                                 | 部分摩梭人实行走婚制度，在文化大革命年代曾经被“强迫”一夫一妻。 |
| 納木依人       | Namuy        | 归为藏族                                                           | 约6千人         | 汉藏语系藏缅语族羌语群纳语支納木依语                     | 四川省西南部 | 一般被泛称为“西番”，分布在冕宁、西昌、盐源一带的自称为“纳木依”，分布在木里、九龙一带的自称为“纳木兹”。 |
| 史兴人         | Shixing      | 归为藏族                                                           | 约2千人         | 汉藏语系藏缅语族羌语群纳语支史兴语                       | 四川省凉山彝族自治州木里藏族自治县                                                                                                 | |
| 阿侬人         |              | 归为怒族                                                           | 约8千人         | 汉藏语系藏缅语族侬语支独龙语阿侬方言                     | | 阿儂人的生活方式接近怒族、但語言阿儂語与獨龍族语言为同一语言的两种可以通话的方言。 |
| 僜人           | Deng         | 未识别民族                                                         | 约2千人         | 汉藏语系藏缅语族                                         | 僜人现多住在西藏自治区南部近麦克马洪线边界附近                                                                                     | 他们积极向中国政府申请重新识别，成为独立民族，但因为中国结束民族识别政策以及该人群人数过少，计划最终告败。 |
| 艾努人         | Aynu         | 归为維吾爾族                                                       | 约1万人         | 维吾尔化的波斯语艾努語                                   | 新疆维吾尔自治区和田地区、喀什地区                                                                                                 | 信仰伊斯兰教什叶派。 |
| 克里雅人       |              | 归为維吾爾族                                                       | 1千多人         | 突厥语族葛逻禄语支维吾尔语                               | | 克里雅人據說是西藏阿里古格王朝的後裔，另有一說是離群索居在這裡的沙漠土著民族，自然環境決定了克里雅人在塔克拉瑪干沙漠深處的生活方式，至今依然保留著古樸純厚的民俗文化和較原始的生活方式。他們多數幾代同堂住在一起，家裡的老人是最受尊重的長輩，族人很少跟外人通婚，被稱為“沙漠中的原始部落”。                                                                                   |
| 土庫曼人       | Turkmens     | 归为维吾尔族或柯尔克孜族                                           | 约5千人         |                                                          | 新疆维吾尔自治区克孜勒苏柯尔克孜自治州阿克陶县境内帕米尔高原中的奥依塔克和叶尔羌河上游的帕米尔高原斯牙山区的库斯拉甫               | 自称土库曼，青海、甘肃的土库曼后裔被识别为单一民族撒拉族，但新疆的这部分本土土库曼移民被归为柯尔克孜族或维吾尔族。 |
| 图瓦人         | Tuvan        | 归为蒙古族                                                         | 不详            | 突厥语族西伯利亚语支图瓦语                               | 新疆维吾尔自治区伊犁哈萨克自治州阿勒泰地区喀纳斯湖附近                                                                             | |
| 富裕柯尔克孜人 | Wuyur Girgis | 归为柯尔克孜族                                                     | 1千多人         | 突厥语族西伯利亚语支富裕柯尔克孜语                       | 黑龙江省富裕县友谊达斡尔族满族柯尔克孜族乡五家子柯尔克孜族村、富裕牧场七家子村                                                     | 官方定为柯尔克孜族，实际上是哈卡斯人。使用富裕柯尔克孜语（哈卡斯语的一种方言）和蒙古语卫拉特方言。信奉萨满教或藏传佛教。 |
| 康家人         | Kangjia      | 歸為回族                                                           | 约6百人         | 蒙古语族东蒙古语支康家语                                 | 青海省黄南藏族自治州尖扎县 | 康家人的语言间于保安语和东乡语之间，生活方式混雜了回族、土族，因此康家人認為自己是一獨立民族。 |
| 托茂人         |              | 归为回族                                                           | 约5百人         | 混合阿拉伯语和波斯语词汇的蒙古语托茂语                   | 青海省海北藏族自治州海晏县、祁连县                                                                                                 | 蒙古族穆斯林的一支。 |
| 翁阔人         | Ongkor       | 归为鄂溫克族                                                       | 20人            | 满-通古斯语族北通古斯语支鄂温克语                        | 新疆维吾尔自治区伊犁哈萨克自治州伊宁县                                                                                             | 为1763年从东北派往新疆的鄂温克索伦部，但他们与原索伦营的人并没有直接关系，据1945年新疆人口调查，尚有2506人，后与新疆的达斡尔、锡伯等民族通婚，至1993年仅剩20人，现可能已经消失。 |
| 回辉人         | Utsul        | 归为回族                                                           | 约5千人         | 南岛语系马来-波利尼西亚语族占语支回辉语                  | 海南省三亚市凤凰镇回新社区、回辉社区                                                                                               | 为占婆国灭亡后迁徙到海南岛的占族穆斯林，在长期与汉族、黎族共同生活中，其语言也成为了唯一有声调的南岛语言。 |
| 瓦乡人         | Waxiang      | 大部分归为苗族、剩下的归为漢族或土家族                             | 约50萬人        | 汉语瓦乡话                                               | 湖南省西部广大山区，少数分布于重庆市酉阳土家族苗族自治县秀山土家族苗族自治县                                                       | 有人認為宋祖英实际上也屬於這個民族。瓦乡人风俗上间于当地苗族与汉族之间，但其语言与苗语缺乏联系。或认为，瓦乡人为该地区原著民族，因苗族与汉族为最早到达此地区的外来民族，因此与两者均有长时间的互相影响。 |
| 蔡家人         | Caijia       | 未识别民族                                                         | 约4万人         | 类汉语言，蔡家语                                         | 散布于贵州省安顺市、六盘水市、毕节市；云南省昭通市                                                                                 | |
| 龍家人         | Longjia      | 归为汉族、白族、布依族                                             | 约1万人～50万人 | 类汉语言，龙家语                                         | 贵州省毕节市大方县、黔西县、普定县                                                                                                 | |
| 卢人           | Luren        | 大部分归为滿族，部份归为未识别民族                                 | 约1万人         | 类汉语言，卢人语                                         | 贵州省毕节市大方县、黔西县、金沙县交界地带                                                                                         | |
| 穿青人         | Chuanqing    | 归为汉族                                                           | 约70万          | 汉语老辈子话                                             | 贵州省毕节市、安顺市、六盘水市、黔西南布依族苗族自治州、黔南布依族苗族自治州                                                       | |
| 里民人         |              | 归为黎族                                                           | 约10萬人        | 汉语                                                     | 贵州省西部 | 貴州里民人被識別成黎族，但實際上和海南黎族並無實際關係。他們其實是穿青人的一部分。 |
| 本人           |              | 歸為漢族、布朗族、白族或蒙古族                                     | 約8千人         | 通用汉语                                                 | 雲南省保山市施甸縣 | 契丹後裔（也与当地民族通婚），自稱“埃乌”。 |
| 土生葡人       | Macanese     | 歸為葡萄牙後裔居民（《澳門基本法》第42條）                         | 約4千人         | 通用汉语，混合语言土生葡语                               | 澳門特别行政区 | 是一個由多種族群混合而成的群體，難以分類。土生葡人在中国澳门特区通常为葡萄牙人或其人於東南亞各地的後裔与澳門當地的汉人结婚后生下来的人群。現時大多數人只在澳門及東南亞生活。中国澳门特区政府把土生葡人法律确定为澳门少数族群，享有法律认证的政治权利；中国大陆把土生葡人定为未识别民族。他们曾经使用一种以葡语和粤语为主要来源的混合语言土生葡文，现基本已转用汉语和标准葡语。 |
| 大和人         | Japanese     | 归为漢族                                                           | 约4千人         | 通用汉语                                                 | 於二戰後被日本軍隊遺棄在東北三省及內蒙古                                                                                           | 以婦女和兒童人數最多，大部份都融入東北當地的漢人家庭內。 |
| 阿尔巴津人     | Albazinian   | 北京、天津归为满族，黑龙江归为汉族或俄罗斯族                       | 5百多人         | 通用汉语，少数人会俄罗斯语、教会斯拉夫语、满语           | 散居于东部、东北地区 | 斯拉夫人、满人、汉人等民族的混血儿。信奉东正教。现已使用汉语。主要居住在北京、哈尔滨、呼伦贝尔、上海、天津、武汉、锦州等地。 |
| 者來寨人       | Zhelaizhai   | 歸為漢族                                                           | 4百多人         | 通用汉语                                                 | 甘肃省金昌市永昌县 | 又名骊轩人，部分人长相偏向于欧洲人，早已汉化。 |
| 土生犹太人     | Jewish       | 有部份被劃為回族，有部份被劃為未识别民族                           | 不详            | 通用汉语                                                 | 散居于中国大陆各处 | 尤其是在黑龙江省和与俄罗斯犹太自治州连接的中俄边境附近。 |
| 站人           |              | 漢族                                                               | 不详            | 汉语站话方言                                             | 黑龙江省西部 | 漢族成分為主，含部分西南和東北民族血統. |

### 香港特别行政区的少數民族
香港的人口組成以漢族為主，佔總人口接近93.6%，當中有過半數在香港出生，最多的是以粵語為母語的廣府人（包括四邑廣府人和圍頭人），其次依人口來源貫籍數據依次為閩南人（包括潮汕人），再其後的依次為客家人，此外亦有吳越人、閩東人、山東人等。香港人口的原居省份主要為廣東以及福建，但亦有一定數量來自浙江、江蘇和山東，以及全國各個省份，廣東以及福建以外所有省份的人口總和亦佔香港總人口的一定多數量的比例。1950-1980年由大陸移居香港的人口主要為廣東人，此階段移居香港的人口亦有記錄移居者的原居城市，而自從內地改革開放以後，來自其他省市的移民開始增加，但依親移民主要以廣東和福建為主，此外亦有來自北京和上海等地的中國政府機構的工作人員。華人以外的種族，以菲律賓人人數最多，她們主要從事家庭傭工。其次為南亞人、印尼人、泰國人、英國人、美國人、加拿大人、日本人和韓國人。

### 澳門特别行政区的少數民族
澳門的居住人口估計約為557,400人，當中以漢族為主（最多的是廣東以廣府話為母語的廣府人（包括四邑廣府人），其他民系則有閩南人和客家人），佔總人口的97%，葡萄牙人（包括在澳門的土生葡人）及其他外國人則佔3%，其中外地僱員有71,182名。当中主要包括印尼，菲律宾和越南人。他们主要从事家庭女佣等劳动职业。

## 相關統計

### 各民族人口及分佈
| 民族             | 人口 （2010年人口普查） | 分佈 |
| ---------------- | ----------------------- | --- |
| 漢族             | 1,220,844,520           | 分佈全國各地 |
| 壯族             | 16,926,381              | 廣西（1444萬），雲南（121萬），廣東（87萬） |
| 回族             | 10,586,087              | 寧夏（217萬），甘肅（125萬），新疆（98萬），河南（95萬），青海（83萬），雲南（69萬），河北（57萬），山東（53萬），安徽（32萬），北京（24萬），遼寧（24 萬），內蒙古（22萬），貴州（18萬），天津（17萬），陝西（13萬），江蘇（13萬），吉林（11萬），福建（11萬），四川（10萬），黑龍江（10萬） |
| 滿族             | 10,387,958              | 遼寧（533萬），河北（216萬），吉林（86萬），黑龍江（74萬），內蒙古（45萬），北京（33萬） |
| 維吾爾族         | 10,069,346              | 新疆（1000萬） |
| 苗族             | 9,426,007               | 貴州（396萬），湖南（206萬），雲南（120萬），重慶（48萬），廣西（47萬），浙江（30萬），廣東（25萬），湖北（17萬），四川（16萬） |
| 彝族             | 8,714,393               | 雲南（504萬），四川（264萬），貴州（83萬） |
| 土家族           | 8,353,912               | 湖南（263萬），湖北（210萬），貴州（143萬），重慶（139萬），浙江（22萬），廣東（21萬） |
| 藏族             | 6,282,187               | 西藏（271萬），四川（149萬），青海（137萬），甘肅（48萬），雲南（14萬） |
| 蒙古族           | 5,981,840               | 內蒙古（422萬），遼寧（65萬），河北（18萬），新疆（15萬），吉林（14萬），黑龍江（12萬） |
| 侗族             | 2,879,974               | 貴州（143萬），湖南（85萬），廣西（30萬） |
| 布依族           | 2,870,034               | 貴州（251萬），浙江（12萬） |
| 瑤族             | 2,796,003               | 廣西（149萬），湖南（71萬），廣東（27萬），雲南（21萬） |
| 白族             | 1,933,510               | 雲南（156萬），貴州（17萬），湖南（11萬） |
| 朝鮮族           | 1,830,929               | 吉林（104萬），黑龍江（32萬），遼寧（23萬） |
| 哈尼族           | 1,660,932               | 雲南（162萬） |
| 黎族             | 1,463,064               | 海南（126萬），貴州（13萬） |
| 哈薩克族         | 1,462,588               | 新疆（141萬） |
| 傣族             | 1,261,311               | 雲南（122萬） |
| 畬族             | 708,651                 | 福建（36萬），浙江（16萬），江西（9萬），貴州（3萬），廣東（2萬） |
| 傈僳族           | 702,839                 | 雲南（66萬），四川（2萬） |
| 東鄉族           | 621,500                 | 甘肅（54萬），新疆（6萬） |
| 仡佬族           | 550,746                 | 貴州（49萬），浙江（1萬），廣東（1萬） |
| 拉祜族           | 485,966                 | 雲南（47萬） |
| 佤族             | 429,709                 | 雲南（40萬） |
| 水族             | 411,847                 | 貴州（34萬）廣西（1萬），江蘇（1萬），浙江（1萬） |
| 納西族           | 326,295                 | 雲南（30萬），四川（1萬） |
| 羌族             | 309,576                 | 四川（29萬） |
| 土族             | 289,565                 | 青海（20萬），甘肅（3萬），廣東（1萬） |
| 仫佬族           | 216,257                 | 廣西（17萬），貴州（2萬），廣東（1萬） |
| 錫伯族           | 190,481                 | 遼寧（13萬），新疆（3萬）， |
| 柯爾克孜族       | 186,708                 | 新疆（18萬） |
| 景頗族           | 147,828                 | 雲南（14萬） |
| 達斡爾族         | 131,992                 | 內蒙古（7萬），黑龍江（4萬）， |
| 撒拉族           | 130,607                 | 青海（10萬），甘肅（1萬） |
| 布朗族           | 119,639                 | 雲南（11萬） |
| 毛南族           | 101,192                 | 廣西（6萬），貴州（2萬） |
| 塔吉克族         | 51,069                  | 新疆（4.7萬），浙江（3368人） |
| 普米族           | 42,861                  | 雲南（4.2萬） |
| 阿昌族           | 39,555                  | 雲南（3.8萬），廣東（623人） |
| 怒族             | 37,523                  | 雲南（3.1萬），海南（1385人），廣東（584人） |
| 鄂溫克族         | 30,875                  | 內蒙古（2.6萬），黑龍江（2648人） |
| 京族             | 28,199                  | 廣西（2.3萬），貴州（1143人），雲南（878人） |
| 基諾族           | 23,143                  | 雲南（2.2萬） |
| 德昂族           | 20,556                  | 雲南（2萬） |
| 保安族           | 20,074                  | 甘肅（1.8萬），青海（904人），新疆（568人） |
| 俄罗斯族         | 15,393                  | 新疆（8489人），內蒙古（4673人） |
| 裕固族           | 14,378                  | 甘肅（13001人） |
| 烏孜別克族       | 10,569                  | 新疆（10114人） |
| 門巴族           | 10,561                  | 西藏（9663人） |
| 鄂倫春族         | 8,659                   | 黑龍江（3943人），內蒙古（3632人） |
| 獨龍族           | 6,930                   | 雲南（6353人） |
| 赫哲族           | 5,354                   | 黑龍江（3613人） |
| 高山族           | 4,009                   | 河南（780人），福建（416人），廣西（423人） |
| 珞巴族           | 3,682                   | 西藏（3489人） |
| 塔塔爾族         | 3,556                   | 新疆（3242人） |
| 其他未識別的民族 | 640,101                 | 貴州（612780人），浙江（9521人），雲南（3415人），福建（2812人），西藏（2317人），江蘇（2222人），廣東（2197人） |
| 外國人加入中國籍 | 1,448                   | 雲南（200人），河南（195人），廣東（170人），湖南（93人） |

注：各省区市分布人数按，人口100万以上的民族只列出10万以上的地区，人口10万以上的民族只列出1万以上的地区，人口10万以下的民族只列出500人以上的地区。

### 中国各省份内最多的少数民族
- 云南省、四川省：彝族
- 青海省：藏族
- 贵州省：苗族
- 湖北省、湖南省、重庆市：土家族

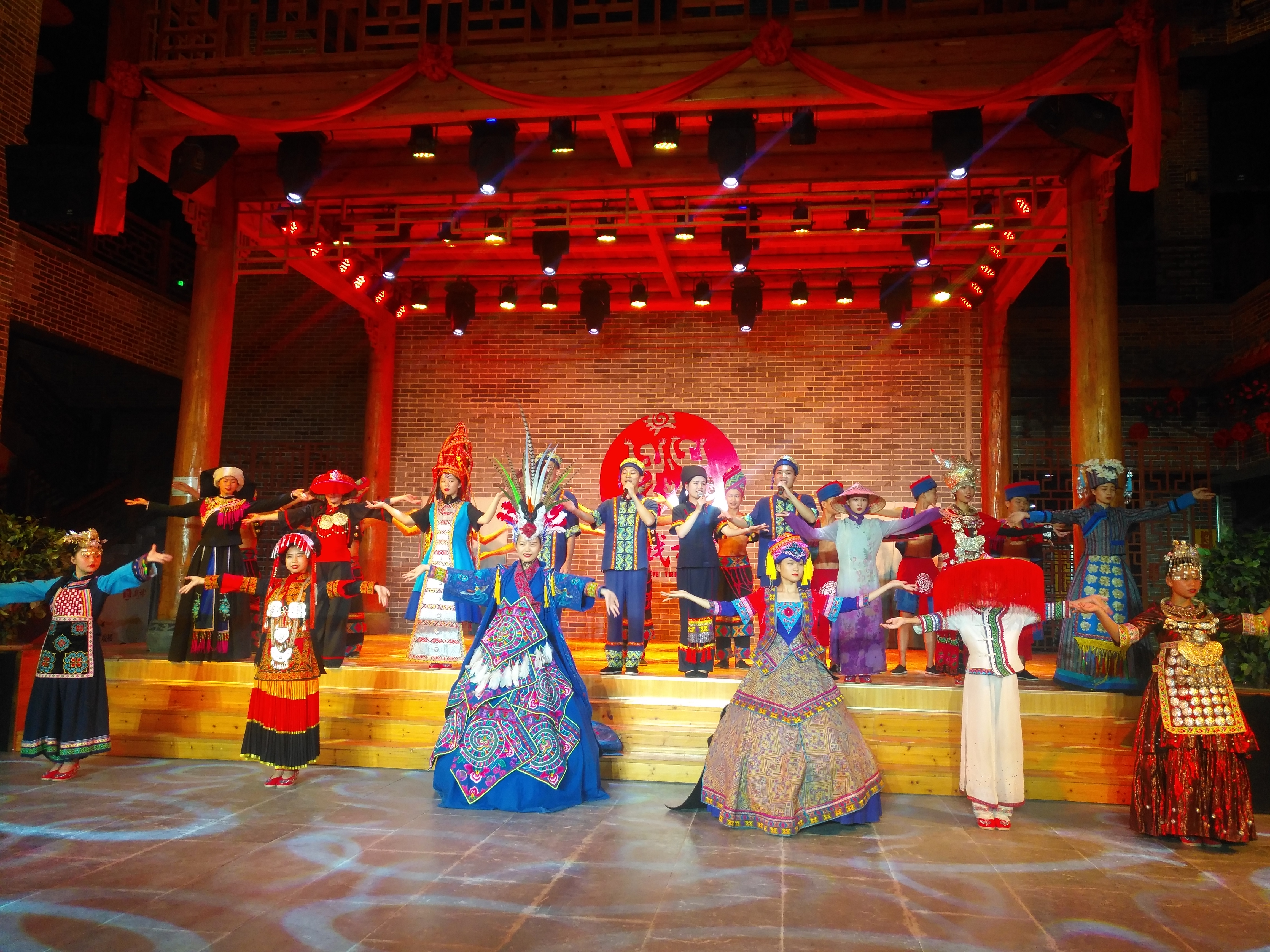
在广西阳朔戏楼举办的“桂秀”少数民族非遗文艺展演

- 甘肅省、河南省、山東省、安徽省、天津市、陝西省、江蘇省、山西省、上海市：回族
- 河北省、辽宁省、黑龙江省、北京市：满族
- 吉林省：朝鲜族
- 浙江省、福建省、江西省：畲族
- 廣東省：壯族
- 海南省：黎族

### 中国民族自治区
- 新疆維吾爾自治區：区内主要民族为维吾尔族（45%），汉族为自治区内最大少数民族。（其次為哈薩克族7.02%）
- 西藏自治區：自治区内主体民族为藏族（92%），汉族为自治区内最大少数民族。（其次為回族0.34%）
- 寧夏回族自治區、廣西壯族自治區、內蒙古自治區：汉族为区内主体民族，自治区内最大少数民族则分别为回族、壮族和蒙古族。（其次分別滿族0.40%，瑤族3.35%，滿族1.83%）

（下表為「民族人口占地區人口比重」/「占該民族人口比重」）
| 自治區                       | 1953年 | 1964年 | 1982年 | 1990年 | 2000年        | 2010年        |
| ---------------------------- | ------ | ------ | ------ | ------ | ------------- | ------------- |
| 內蒙古自治區（蒙古族）       |        |        |        | /      | 17.130/68.560 | 17.105/70.648 |
| 新疆維吾爾自治區（維吾爾族） |        |        |        | /      | 45.210/99.289 | 45.844/99.324 |
| 廣西壯族自治區（壯族）       |        |        |        | /      | 32.396/87.768 | 31.393/85.360 |
| 寧夏回族自治區（回族）       |        |        |        | /      | 33.950/18.950 | 34.498/20.535 |
| 西藏自治區（藏族）           |        |        |        | /      | 92.770/44.757 | 90.480/43.240 |

## 外部連結
- Joshua Project China page（页面存档备份，存于）